# Al-Jayyid
Al-Jayyid (tiếng Ả Rập: الجيد, cũng đánh vần al-Jid hoặc al-Jayyad) là một ngôi làng ở miền bắc Syria nằm trong phó huyện Qalaat al-Madiq thuộc huyện Al-Suqaylabiyah ở tỉnh Hama. Theo Cục Thống kê Trung ương Syria (CBS), al-Jayyid có dân số 2.242 trong cuộc điều tra dân số năm 2004. Cư dân của nó chủ yếu là Alawites.